# Maradagi, Dharwad
Maradagi là một làng thuộc tehsil Dharwad, huyện Dharwad, bang Karnataka, Ấn Độ.